# Veľký Manín
Veľký Manín (890.6 m n. m.) je nejvyšší vrch Súľovských vrchů.
Jeho severní svah se prudce svažuje do Manínské tiesňavy. Na druhé straně Maninské tiesňavy se rozkládá nižší, geologicky a morfologicky příbuzný vrch Malý Manín.

## Poloha
Leží severovýchodně od města Považská Bystrica, v katastru městské části Považská Teplá.